# Alessandro Melicchio
Alessandro Melicchio (Cosenza, 30 maggio 1985) è un politico italiano.

## Biografia

### Studi
Nel 2009 si laurea con lode in chimica e tecnologia farmaceutiche all'Università della Calabria, con una tesi dal titolo Nanotubi di carbonio funzionali per applicazioni nel campo farmaceutico. Nel 2013 consegue il titolo di dottore di ricerca presso la medesima università con una tesi dal titolo Design, synthesis and characterization of suitable nitrones for several synthetic applications, svolgendo l'attività di ricerca fra l'Università della Calabria e l'Universidad de Zaragoza. Nel 2017 consegue un Master di II livello in “Competenze e servizi giuridici in sanità” all’Università Cattolica del Sacro Cuore di Roma. Nel 2018 consegue la specializzazione per le “Attività di Sostegno Didattico agli Alunni con Disabilità” all’Università degli Studi di Bergamo.

### Attività professionale
Dal 2014 lavora presso il Dipartimento di Ingegneria per l'Ambiente e il Territorio e Ingegneria Chimica dell'Università della Calabria conducendo una serie di studi su materiali micro- e mesoporosi per lo stoccaggio e la separazione di gas che hanno portato a diverse pubblicazioni su riviste scientifiche internazionali.
Diviene poi docente di chimica della scuola secondaria di II grado. Tra gli istituti in cui ha insegnato troviamo il "Galileo Galilei" di Ostiglia, l'"Albert Einstein" di Vimercate e il “Nanni Valentini” di Monza.

### Attività politica
Dal 2011 porta avanti diverse iniziative promosse dal MoVimento 5 Stelle prendendo parte ai gruppi Meetup Amici di Beppe Grillo di Cosenza  e Meetup di Rende.
Alle elezioni politiche del 2018 viene eletto deputato della XVIII legislatura della Repubblica Italiana nella circoscrizione Calabria per il Movimento 5 Stelle. È membro della VII Commissione Cultura, scienza e istruzione e segretario della Giunta per le elezioni. 
La sua attività parlamentare si è incentrata prevalentemente sulle politiche universitarie e la ricerca con proposte di legge ed emendamenti che vertono sulla valorizzazione del titolo di dottore di ricerca, sui contratti del personale ricercatore precario, sull'istituzione del Consiglio superiore della ricerca e dell'innovazione, sulla mobilità di docenti e ricercatori universitari, sulla stabilizzazione dei ricercatori precari degli enti pubblici di ricerca e sulle progressioni di carriera del personale della ricerca. Altre significative proposte di legge hanno riguardato il trasferimento di farmacia e la pratica professionale del farmacista, l'istituzione delle comunità dell'energia e l'istituzione di una commissione parlamentare di inchiesta sul voto all'estero. Fra i numerosi emendamenti presentati, sei sono stati approvati e divenuti legge. 

#### Il Disegno di Legge 2285 (Proposta di legge Melicchio)
Melicchio è stato relatore di un complesso di proposte di riforma del sistema universitario e della ricerca, approvate in un testo unificato dalla Camera dei Deputati il 15 giugno 2021 e trasmesso al Senato per la successiva lettura come DdL 2285 ma mai entrato in vigore per intero a causa della mancata approvazione in Senato.
Nel 2021 viene approvato, prima, in Commissione Cultura e, poi, dall'Assemblea della Camera da una larghissima maggioranza composta da M5S, PD, LeU, FI e Lega. La PdL Melicchio conteneva proposte di modifica da apportare al sistema universitario italiano fra cui maggiori tutele contrattuali per gli assegnisti di ricerca, una riduzione del periodo di lavoro precario e maggiore stabilità dei ricercatori universitari e degli enti pubblici di ricerca, norme stringenti sui concorsi universitari che prevenissero le selezioni pilotate. Il Senato non approvò mai il DdL ma alcune proposte ivi contenute diventarono legge attraverso emendamenti al DL n. 126/2019 e al DL n. 36/2022, introducendo rispettivamente nell'ordinamento italiano un nuovo canale di reclutamento per i ricercatori universitari (art. 12-bis del DL 2018/2016) e la trasformazione degli assegni di ricerca in veri e propri contratti di lavoro con l'istituzione dei contratti di ricerca (art. 22 della L. 240/2010).